# Cucullia yuennanensis
Cucullia yuennanensis là một loài bướm đêm trong họ Noctuidae.